# Zephyrarchaea grayi
Zephyrarchaea grayi es una especie de araña del género Zephyrarchaea, familia Archaeidae. Fue descrita científicamente por Rix & Harvey en 2012.
Habita en Australia (Victoria). Las hembras de la especie miden 3,36 mm de largo. Solo se sabe que la especie habita en bosques húmedos de eucaliptos en el Grampians National Park.